# مادیس مولر
مادیس مولر (انگلیسی: Madis Müller؛ زادهٔ ۲۰ ژانویهٔ ۱۹۷۷) اقتصاددان اهل استونی است. وی از سال ۲۰۱۹ ۲۰۱۹ مدیر بانک استونی است.